# スポーツガーデン香椎
スポーツガーデン香椎（スポーツガーデンかしい）は久留米市に本社のある高橋株式会社の運営で、福岡市東区香椎にあったアミューズメント施設。

## 概要
- 1965年（昭和40年）12月に開業し、長きに渡り地域に根差している。
- 施設全体の名称はスポーツガーデン香椎のままだが、2008年（平成20年）7月、1階のアミューズメントスペースを2階に移動した際、2階施設を【スポガ香椎】としてリニューアル。
- 施設には＜スポーツガーデン香椎＞、＜スポガ香椎＞の2つの看板が存在しているが、＜スポーツガーデン香椎＞は建物の総合名称として変更されていない。
- 正式には、＜香椎スポーツガーデン＞という運営会社が、総合施設＜スポーツガーデン香椎＞を運営し、2階の直営施設（ボウリング・バッティングセンター・アミューズ）を＜スポガ香椎＞と名付けている。
- 2021年9月30日に閉店[1]。跡地には2022年4月に「ガーデンズ千早」・「ちはや公園」が完成された[2]。

## 施設概要
スポーツクラブ・ボウリング・バッティング・ゴルフ練習場をはじめ、24時間のアミューズメント施設・美容・歯科医院・飲食・パソコン教室と多彩な店舗が展開されている。また、施設利用者用で無料駐車場500台を完備している。

## 交通
国道3号線沿いに位置している。また、西鉄/JR千早駅からも徒歩5分の位置にある。

## 店舗リスト （2012年11月追加）
- アルカシーノ - イタリアンレストラン
- BIG　ECHO＜ビッグエコー＞ - カラオケ
- 博多一番どり居食家あらい - 居酒屋
- PePecino＜ペペチーノ＞ - イタリアンレストラン
- 浜勝 - とんかつ屋
- マクドナルド - ファーストフード
- スポーツクラブ エスタ - スポーツクラブ
- インドアテニススクール - テニススクール
- ゴルフセンター（練習場） - ゴルフ練習場
- ゴルフプラザ香椎 - ゴルフレッスン&ショップ
- 香椎スポーツガーデン歯科医院 - 歯科医院
- 香椎ｽﾎﾟｰﾂｶﾞｰﾃﾞﾝ総合整骨院 - 整骨院
- STRAIGHT＜ストレート＞ - 整備ツール
- フリースペース - インターネットカフェ
- キュリオステーション - パソコン教室
- リムリム - ヒーリングサロン
- Aqua zone＜アクアゾーン＞ - 美容室
- スポガ香椎 - ボウリング、バッティングセンター、アミューズメント

## 閉店した店舗 （2007年以降）
- auショップ - 携帯電話ショップ【平成20年7月31日付で閉店】
- U-PARA＜ユーパラ＞ - アミューズメント【平成20年2月4日付で閉店】
- 天瓶炉（てんぺろ） - 串揚げバイキング【閉店】

## 新規開店した店舗 （2007年以降）
- 天瓶炉　跡に　レストラン・喫茶「ハロー」がオープン
- BIG　ECHO＜ビッグエコー＞-カラオケ【平成20年9月1日開店】
- バッティングセンター（スポガ香椎内）【平成20年7月開店】

## その他 （2007年以降）
- インドアテニススクール - テニススクール【平成20年6月、2階から1階へ移動】
- スポガ香椎 - ボウリング、バッティングセンター、アミューズメント【平成20年7月、アミューズが1階から2階に移動した際、ボウリング・バッティングセンターと総合して、名称を「スポガ香椎」と命名】